# Man van de wedstrijd

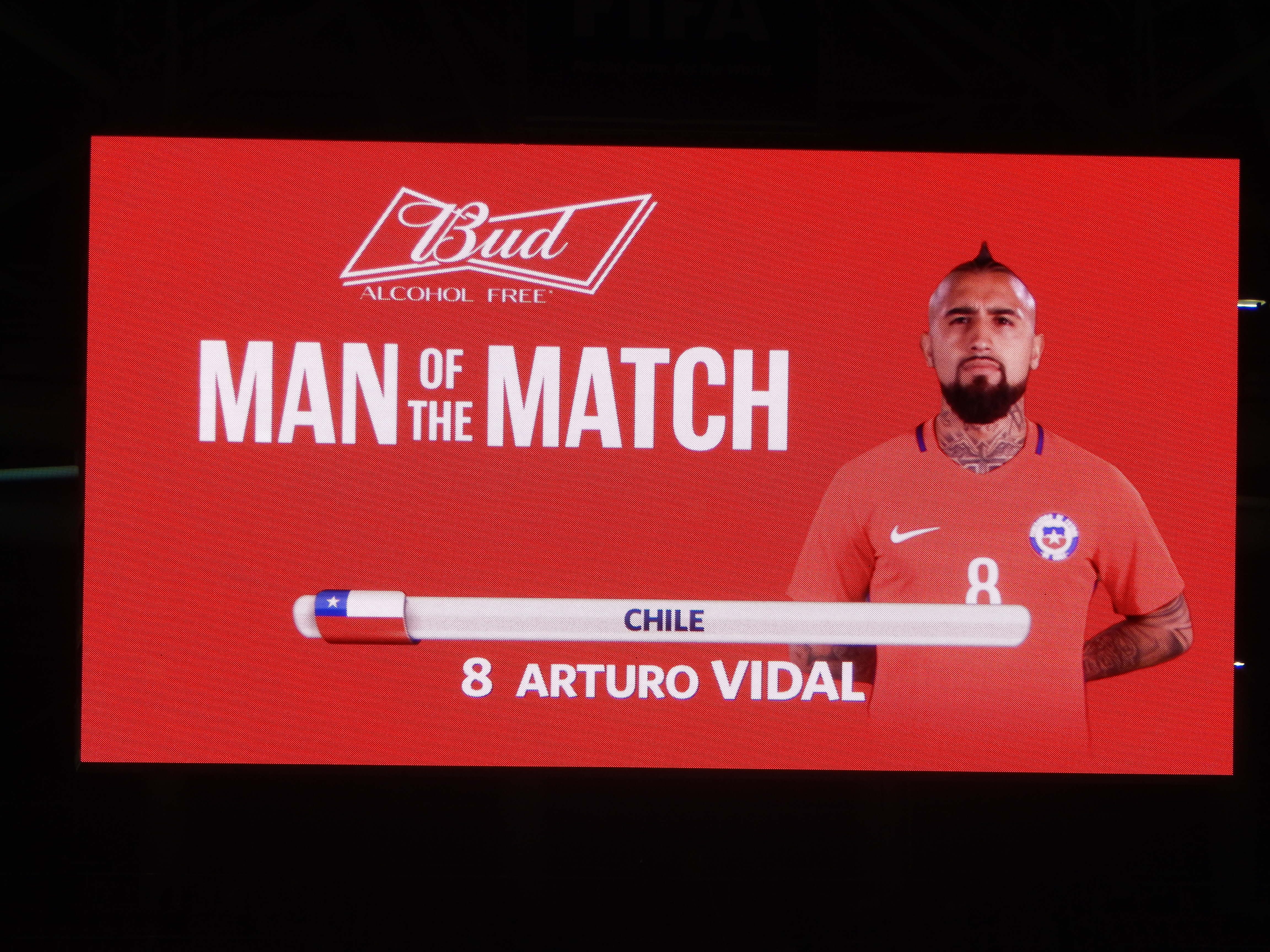
Man van de wedstrijd

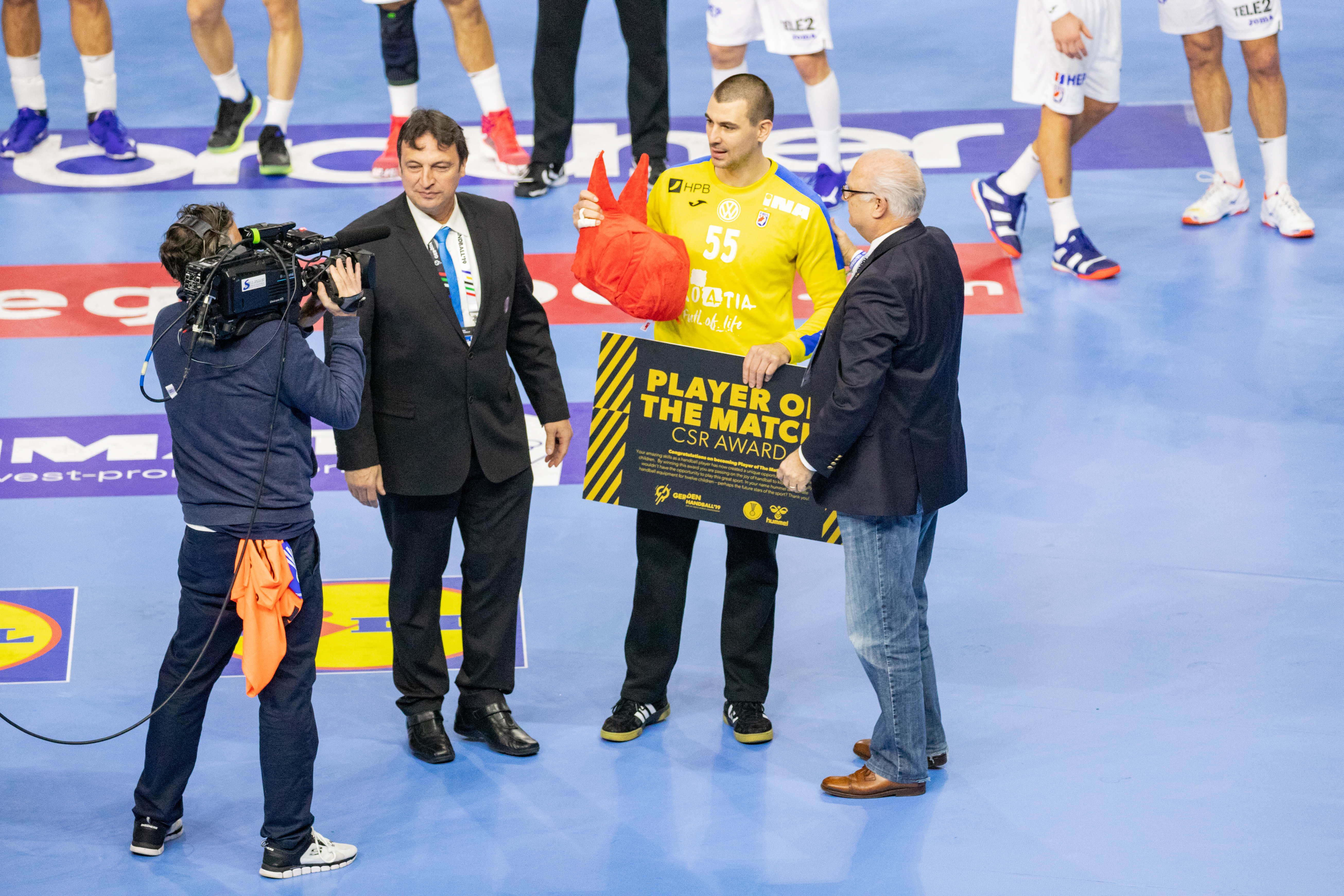
Speler van de wedstrijd

In teamsporten wordt de prijs voor speler van de wedstrijd (ook wel bekend als man van de wedstrijd of vrouw van de wedstrijd)   vaak uitgereikt aan de meest opvallende speler in een bepaalde wedstrijd. Hoewel de term "man van de wedstrijd" traditioneel werd gebruikt, wordt in gemengde competities of bij vrouwenwedstrijden tegenwoordig vaak gesproken van "speler van de wedstrijd" of "vrouw van de wedstrijd," afhankelijk van de context. Dit kan een speler van beide teams zijn, maar over het algemeen wordt een speler gekozen van het winnende team.
De keuze voor de man van de wedstrijd wordt vaak bepaald door sportcommentatoren, journalisten, coaches of het publiek. De speler kan de prijs ontvangen voor verschillende redenen, zoals het scoren van belangrijke punten, een beslissende rol spelen in het verdedigen of aanvallen, of simpelweg een algehele uitstekende prestatie leveren. Sommige sporten hebben unieke tradities met betrekking tot het uitreiken van gelijksoortige prijzen en worden vooral toegepast bij kampioenschappen of all-starwedstrijden. In Australië wordt doorgaans de term " best and fairest " (beste en eerlijkste) gebruikt, zowel voor individuele wedstrijden als voor prijzen voor een heel seizoen. In sommige competities, met name in Noord-Amerika, worden de termen " most valuable player " (MVP) of "most outstanding player" gebruikt. In het Noord-Amerikaanse ijshockey worden drie spelers, de zogenaamde " drie sterren ", erkend.
In sporten waarbij de play-offs worden beslist door een reeks wedstrijden in plaats van een enkele wedstrijd, zoals professioneel basketbal en honkbal, worden MVP-prijzen meestal uitgereikt voor de beste speler van de hele serie. In de NHL, de ijshockeycompetitie, worden MVP-prijzen vaak toegekend op basis van prestaties gedurende de volledige play-offs.